# Scalthwaiterigg
Scalthwaiterigg var en civil parish 1897–2015 när det uppgick i Skelsmergh and Scalthwaiterigg i Storbritannien. Den ligger i grevskapet Cumbria och riksdelen England, i den centrala delen av landet, 400 km nordväst om huvudstaden London. Parish hade 104 invånare år 2001.